# Nati nel 1958/Maggio
| Questa pagina contiene informazioni ricavate automaticamente dalle voci biografiche con l'ausilio del template Bio e di un bot. L'aggiornamento è periodico e automatico e ricostruisce completamente la pagina. Se manca una persona in questa lista, sei pregato di non aggiungerla, ma accertati piuttosto che la sua voce biografica contenga il template Bio e che i dati anagrafici siano correttamente compilati. Se il template Bio manca, inseriscilo tu stesso o, in alternativa, metti l'avviso {{tmp\|Bio}} che ne segnala la mancanza. Se i dati riportati sono sbagliati, correggi direttamente la voce biografica; le modifiche saranno visibili in questa lista entro pochi giorni. Per chiarimenti vedi il progetto biografie. La lista contiene solo le 261 persone che sono citate nell'enciclopedia e per le quali è stato implementato correttamente il template Bio. Pagina aggiornata al 18 ago 2025. |

- 1º maggio - Vittoria Casa, politica italiana
- 1º maggio - Olga Homeghi, ex canottiera rumena
- 1º maggio - Maria Ausilia Piroddi, sindacalista italiana († 2011)
- 1º maggio - Grazia Sestini, politica italiana
- 1º maggio - Patrice Talon, politico e imprenditore beninese
- 1º maggio - Angelo Venturelli, ex calciatore italiano
- 1º maggio - Godelieve Verbruggen, ex cestista belga
- 2 maggio - Ubaldo Aquino, arbitro di calcio paraguaiano
- 2 maggio - Luc Colijn, dirigente sportivo, ex ciclista su strada e pistard belga
- 2 maggio - Giuseppe Dossena, dirigente sportivo, allenatore di calcio e ex calciatore italiano
- 2 maggio - Marianna Gajdán, ex cestista ungherese
- 2 maggio - Shannon, cantante statunitense
- 2 maggio - Anto Jerković, pittore croato († 2005)
- 2 maggio - Mohammed Kaci Said, ex calciatore algerino
- 2 maggio - Stanislav Levý, ex calciatore e allenatore di calcio ceco
- 2 maggio - David O'Leary, allenatore di calcio e ex calciatore irlandese
- 2 maggio - Małgorzata Ostrowska, cantante polacca
- 2 maggio - Massimo Spano, regista e scenografo italiano
- 3 maggio - Robert Cuccioli, attore e baritono statunitense
- 3 maggio - Rosaria De Cicco, attrice italiana
- 3 maggio - Rutilio Escandón, politico e avvocato messicano
- 3 maggio - Eva Hartmanová, ex cestista cecoslovacca
- 3 maggio - Kevin Kilner, attore statunitense
- 3 maggio - Astutillo Malgioglio, ex calciatore italiano
- 3 maggio - Kelvin Ransey, ex cestista statunitense
- 3 maggio - Bill Sienkiewicz, fumettista statunitense
- 4 maggio - Pampos Anastasiou, ex calciatore cipriota
- 4 maggio - Claire Booker, ex cestista inglese
- 4 maggio - Alessandro Bratti, manager italiano
- 4 maggio - Massimo Caviglia, giornalista, fumettista e sceneggiatore italiano
- 4 maggio - Kim Edwards, scrittrice statunitense
- 4 maggio - Keith Haring, pittore statunitense († 1990)
- 4 maggio - Antōnīs Mīnou, allenatore di calcio e ex calciatore greco
- 4 maggio - José van der Ploeg, ex velista spagnolo
- 4 maggio - Erino Angelo Rendina, chirurgo italiano
- 5 maggio - Ron Arad, aviatore e militare israeliano
- 5 maggio - Isabelle Arène, ex tuffatrice francese
- 5 maggio - Emanuela Cortesi, cantante italiana
- 5 maggio - Serse Cosmi, allenatore di calcio italiano
- 5 maggio - Thorill Gylder, ex marciatrice norvegese
- 5 maggio - Junichi Hirokami, direttore d'orchestra giapponese
- 5 maggio - Viktor Kaplun, ex calciatore sovietico
- 5 maggio - Greg Leon, chitarrista statunitense
- 5 maggio - Irena Linka, ex cestista polacca
- 5 maggio - Franco Maresco, regista, sceneggiatore e montatore italiano
- 5 maggio - Aurélien Recoing, attore francese
- 5 maggio - Song Weigang, ex pallanuotista cinese
- 5 maggio - Paul Stancliffe, ex calciatore inglese
- 6 maggio - Isabella C. Blum, traduttrice e biologa italiana
- 6 maggio - Tommy Byrne, ex pilota automobilistico irlandese
- 6 maggio - Lolita Flores, cantante, attrice e conduttrice televisiva spagnola
- 6 maggio - Patrick Lefoulen, ex canoista francese
- 6 maggio - Franco Maldonato, scrittore italiano
- 6 maggio - Don McNeal, ex giocatore di football americano statunitense
- 7 maggio - Mayra Alejandra, attrice venezuelana († 2014)
- 7 maggio - Michail Birjukov, allenatore di calcio e ex calciatore sovietico
- 7 maggio - Bernardo Carpio, ex cestista filippino
- 7 maggio - Maurizio Di Vincenzo, fumettista italiano
- 7 maggio - Tadeusz Dolny, ex calciatore polacco
- 7 maggio - Vladimir Ešeev, ex arciere sovietico
- 7 maggio - Christine Lieberknecht, politica tedesca
- 7 maggio - Massimo Masolo, dirigente sportivo e chirurgo italiano
- 7 maggio - Louis Orr, cestista e allenatore di pallacanestro statunitense († 2022)
- 7 maggio - Flavia Zanfrà, ex tiratrice a segno italiana
- 8 maggio - Roddy Doyle, scrittore e sceneggiatore irlandese
- 8 maggio - Andy Egli, allenatore di calcio e ex calciatore svizzero
- 8 maggio - Michael Kimmelman, giornalista, scrittore e critico d'arte statunitense
- 8 maggio - Simone Kleinsma, attrice, cantante e doppiatrice olandese
- 8 maggio - Evelina Nazzari, attrice italiana
- 8 maggio - Lovie Smith, ex giocatore di football americano e allenatore di football americano statunitense
- 8 maggio - Achille Varzi, filosofo italiano
- 8 maggio - Nick Zedd, regista, attore e artista statunitense († 2022)
- 9 maggio - Brad Budde, ex giocatore di football americano statunitense
- 9 maggio - František Chládek, ex biatleta cecoslovacco
- 9 maggio - Jorge Moré, ex cestista cubano
- 9 maggio - Ron Mueck, artista e scultore australiano
- 9 maggio - Esko Rechardt, ex velista finlandese
- 9 maggio - Isabella Rizzi, ex danzatrice su ghiaccio italiana
- 9 maggio - Francesco Scali, attore e comico italiano
- 9 maggio - Graham Smith, ex nuotatore canadese
- 9 maggio - Julio César Uribe, allenatore di calcio e ex calciatore peruviano
- 9 maggio - César Vidal, scrittore, storico e giornalista spagnolo
- 10 maggio - Maurizio Belpietro, giornalista, opinionista e autore televisivo italiano
- 10 maggio - John Bonello, ex calciatore maltese
- 10 maggio - Gaétan Boucher, ex pattinatore di velocità su ghiaccio e pattinatore di short track canadese
- 10 maggio - Hans Enn, ex sciatore alpino austriaco
- 10 maggio - Takashi Irie, ex lottatore giapponese
- 10 maggio - Harri Kirvesniemi, ex fondista finlandese
- 10 maggio - Ellen Ochoa, ex astronauta e ingegnera statunitense
- 10 maggio - Rick Santorum, politico statunitense
- 10 maggio - Joseba Segura Etxezarraga, vescovo cattolico spagnolo
- 10 maggio - Ralf Zumdick, allenatore di calcio, dirigente sportivo e ex calciatore tedesco
- 11 maggio - Sesa Amici, politica italiana
- 11 maggio - Peter Antonie, canottiere australiano
- 11 maggio - Christian Brando, attore e criminale statunitense († 2008)
- 11 maggio - Neil Carter, chitarrista britannico
- 11 maggio - Linzi Drew, attrice, ex modella e ex attrice pornografica britannica
- 11 maggio - Brice Hortefeux, politico francese
- 11 maggio - Mario Sesti, regista, giornalista e critico cinematografico italiano
- 11 maggio - Phil Smyth, ex cestista e allenatore di pallacanestro australiano
- 11 maggio - Viktor Soc, ex sollevatore sovietico
- 12 maggio - Gianantonio Arnoldi, politico italiano
- 12 maggio - Massimo Briaschi, procuratore sportivo e ex calciatore italiano
- 12 maggio - Luc Crepy, vescovo cattolico francese
- 12 maggio - David Geddis, ex calciatore inglese
- 12 maggio - Kim Greist, attrice e ex modella statunitense
- 12 maggio - Jennifer Hetrick, attrice statunitense
- 12 maggio - Manfred Moser, ex calciatore liechtensteinese
- 12 maggio - Pietro Neglie, storico italiano
- 12 maggio - Tony Oliver, doppiatore portoricano
- 12 maggio - José María Rivas, calciatore salvadoregno († 2016)
- 12 maggio - Eric Singer, batterista statunitense
- 12 maggio - Andrea Tarkovács, ex cestista ungherese
- 12 maggio - Giacomo Terranova, politico italiano
- 12 maggio - James Wilder, giocatore di football americano statunitense
- 12 maggio - Dries van Noten, stilista belga
- 13 maggio - Sista Bramini, regista e attrice italiana
- 13 maggio - Federico Incardona, compositore italiano († 2006)
- 13 maggio - Faauuga Muagututia, ex bobbista samoano americano
- 13 maggio - Tshala Muana, cantante della Repubblica Democratica del Congo († 2022)
- 13 maggio - Audun Myhre, ex calciatore norvegese
- 13 maggio - Anthony Ray Parker, attore statunitense
- 14 maggio - Alessandro Antichi, politico italiano
- 14 maggio - Jane Brucker, attrice statunitense
- 14 maggio - Sarah Chen, cantante taiwanese
- 14 maggio - Andrzej Grubba, tennistavolista polacco († 2005)
- 15 maggio - Giannīs Gkalitsios, ex calciatore greco
- 15 maggio - Giampiero Gloder, arcivescovo cattolico italiano
- 15 maggio - John Longworth, politico britannico
- 15 maggio - Francesco Miccichè, politico e medico italiano
- 15 maggio - Ron Simmons, ex wrestler e ex giocatore di football americano statunitense
- 15 maggio - Kemal Yıldırım, ex calciatore e allenatore di calcio turco
- 16 maggio - Tab Baldwin, allenatore di pallacanestro statunitense
- 16 maggio - Laurie Bartram, attrice statunitense († 2007)
- 16 maggio - Galliano Ciliberti, musicologo italiano
- 16 maggio - Donald Fullilove, attore e doppiatore statunitense
- 16 maggio - Glenn Gregory, cantante, musicista e tastierista britannico
- 16 maggio - Éric Lombard, imprenditore e politico francese
- 16 maggio - Valerij Petrakov, allenatore di calcio e ex calciatore sovietico
- 16 maggio - Bruno Praticò, basso-baritono italiano
- 16 maggio - Susanna Rigacci, soprano svedese
- 17 maggio - Antonio Aiazzi, tastierista italiano
- 17 maggio - Ivor Bolton, direttore d'orchestra e clavicembalista britannico
- 17 maggio - Paul Di'Anno, cantante britannico († 2024)
- 17 maggio - Zintis Ėkmanis, ex bobbista lettone
- 17 maggio - José Luis Lopes Costa e Silva, allenatore di calcio e ex calciatore portoghese
- 17 maggio - Juan Martínez, ex discobolo cubano
- 17 maggio - Claude Schnell, tastierista statunitense
- 17 maggio - Richard Theiner, politico italiano
- 17 maggio - Paul Whitehouse, attore e comico britannico
- 18 maggio - Graham Bickley, attore teatrale e cantante britannico
- 18 maggio - Ettore Fioravanti, batterista italiano
- 18 maggio - Howard Gayle, ex calciatore inglese
- 18 maggio - Bruno Marini, musicista italiano
- 18 maggio - Dome La Muerte, chitarrista, cantautore e disc jockey italiano
- 18 maggio - Ted Sieger, illustratore, regista e scrittore svizzero
- 18 maggio - Toyah Willcox, attrice e cantante britannica
- 18 maggio - Sergej Zav'jalov, poeta russo
- 18 maggio - Riccardo Zinna, attore, regista teatrale e compositore italiano († 2018)
- 19 maggio - Jenny Durkan, politica e avvocato statunitense
- 19 maggio - Idolina Landolfi, scrittrice, traduttrice e critica letteraria italiana († 2008)
- 19 maggio - Sjur Loen, ex giocatore di curling norvegese
- 19 maggio - Dieter Reiter, politico tedesco
- 20 maggio - Mohamed Chaïb, ex calciatore algerino
- 20 maggio - Aleksej Gus'kov, attore e produttore cinematografico russo
- 20 maggio - Judy Kuhn, attrice, cantante e doppiatrice statunitense
- 20 maggio - Matt McCoy, attore statunitense
- 20 maggio - Frank Medrano, attore statunitense
- 20 maggio - Hildegard Schroedter, attrice tedesca
- 20 maggio - Jane Wiedlin, cantante, chitarrista e attrice statunitense
- 21 maggio - Sabine Bischoff, schermitrice tedesca († 2013)
- 21 maggio - Nicky Crane, attivista britannico († 1993)
- 21 maggio - Tom Feeney, politico e avvocato statunitense
- 21 maggio - Thea Gamper, ex sciatrice alpina italiana
- 21 maggio - Roberto Gini, gambista e direttore d'orchestra italiano
- 21 maggio - Curtis McMullen, matematico statunitense
- 21 maggio - Jim Ritcher, ex giocatore di football americano statunitense
- 21 maggio - František Straka, allenatore di calcio e ex calciatore ceco
- 21 maggio - Michele Zagaria, mafioso italiano
- 22 maggio - Roger Burkman, ex cestista e dirigente sportivo statunitense
- 22 maggio - Kenny Hulshof, politico e avvocato statunitense
- 22 maggio - Chad Kinch, cestista statunitense († 1994)
- 22 maggio - Giorgio Lainati, politico e giornalista italiano
- 22 maggio - Leung Sui Wing, allenatore di calcio e ex calciatore hongkonghese
- 23 maggio - Mitch Albom, scrittore statunitense
- 23 maggio - Drew Carey, conduttore televisivo, comico e attore statunitense
- 23 maggio - Gian Pietro Dal Moro, politico italiano
- 23 maggio - Lea DeLaria, attrice e cantante statunitense
- 23 maggio - Jiří Douba, schermidore cecoslovacco
- 23 maggio - William Kircher, attore neozelandese
- 23 maggio - Les O'Connell, ex canottiere neozelandese
- 23 maggio - Thomas Reiter, astronauta tedesco
- 23 maggio - Orlando Ruggieri, avvocato e politico italiano
- 23 maggio - Bob Salmieri, compositore, sassofonista e polistrumentista italiano
- 23 maggio - Inger Andersen, economista e ambientalista danese
- 24 maggio - Cecka Cačeva, politica bulgara
- 24 maggio - Marcello Cirillo, cantante, conduttore televisivo e attore teatrale italiano
- 24 maggio - Peter H. Gilmore, scrittore statunitense
- 24 maggio - Shinji Hashimoto, autore di videogiochi giapponese
- 24 maggio - Davide Ragazzoni, batterista italiano
- 24 maggio - Norio Sasaki, allenatore di calcio e ex calciatore giapponese
- 25 maggio - Katerina Batzeli, politica greca
- 25 maggio - Editta Braun, coreografa, ballerina e insegnante austriaca
- 25 maggio - Jamie Foreman, attore e cantante britannico
- 25 maggio - Enrico Giacovelli, critico cinematografico e scrittore italiano
- 25 maggio - Renato Marangoni, vescovo cattolico italiano
- 25 maggio - Paul Weller, cantante, chitarrista e compositore britannico
- 26 maggio - Arto Bryggare, ex ostacolista finlandese
- 26 maggio - Gianni Cerqueti, giornalista e telecronista sportivo italiano
- 26 maggio - Cho Byung-deuk, allenatore di calcio e ex calciatore sudcoreano
- 26 maggio - Margaret Colin, attrice statunitense
- 26 maggio - Drew Gitlin, ex tennista statunitense
- 26 maggio - Jürgen Heun, ex calciatore tedesco orientale
- 26 maggio - Wayne Hussey, cantante e chitarrista britannico
- 26 maggio - Roberto Torelli, regista italiano
- 27 maggio - Fiorella Bongini, ex cestista italiana
- 27 maggio - Fernando Climent, ex canottiere spagnolo
- 27 maggio - Neil Finn, cantautore e polistrumentista neozelandese
- 27 maggio - Max Leitner, criminale italiano († 2024)
- 27 maggio - Sauro Massi, calciatore italiano († 2018)
- 27 maggio - Claudio Pollio, lottatore italiano
- 27 maggio - Linnea Quigley, attrice, produttrice cinematografica e compositrice statunitense
- 27 maggio - Etta Scollo, cantante italiana
- 27 maggio - Justyn Węglorz, ex cestista polacco
- 27 maggio - Wayne Williams, criminale statunitense
- 27 maggio - David Young, scrittore britannico
- 28 maggio - Bert Koenders, politico olandese
- 28 maggio - Louis Mustillo, attore statunitense
- 28 maggio - Barry Orton, wrestler e attore statunitense († 2021)
- 28 maggio - Giuseppe Sala, politico e dirigente pubblico italiano
- 28 maggio - Nataša Čmyreva, tennista sovietica († 2015)
- 29 maggio - Annette Bening, attrice statunitense
- 29 maggio - Gianfranco Blasi, funzionario, politico e poeta italiano
- 29 maggio - Sam Clancy, ex cestista, ex giocatore di football americano e allenatore di football americano statunitense
- 29 maggio - Wayne Duvall, attore statunitense
- 29 maggio - Willem Holleeder, criminale olandese
- 29 maggio - Juliano Mer-Khamis, attore, attivista e regista palestinese († 2011)
- 29 maggio - Jarmo Mäkinen, attore e doppiatore finlandese
- 29 maggio - Uwe Rapolder, allenatore di calcio tedesco
- 29 maggio - Federico Torre, attore italiano
- 29 maggio - Ted Watts, ex giocatore di football americano statunitense
- 29 maggio - Goran Šušnjara, allenatore di calcio e ex calciatore croato
- 30 maggio - Ann Hampton Callaway, cantautrice statunitense
- 30 maggio - Paul Cameron, direttore della fotografia canadese
- 30 maggio - Pietro De Marchi, poeta e italianista svizzero
- 30 maggio - Marie Fredriksson, cantante svedese († 2019)
- 30 maggio - Steve Israel, politico statunitense
- 30 maggio - Michael López-Alegría, astronauta spagnolo
- 30 maggio - Ted McGinley, attore statunitense
- 30 maggio - Adrien Morillas, pilota motociclistico francese
- 30 maggio - Richard Francis Reidy, vescovo cattolico statunitense
- 30 maggio - Carlo Turati, umorista e autore televisivo italiano
- 31 maggio - Robert Berlinger, regista statunitense
- 31 maggio - Massimo Carminati, criminale e terrorista italiano
- 31 maggio - Gary Hallberg, golfista statunitense
- 31 maggio - Mariem Hassan, cantante sahrawi († 2015)
- 31 maggio - Tim Hill, regista statunitense
- 31 maggio - Stephen Holland, ex nuotatore australiano
- 31 maggio - Ariel Krasouski, ex calciatore uruguaiano
- 31 maggio - Mimmo Lucano, politico e attivista italiano
- 31 maggio - Roma Maffia, attrice statunitense